# Corythauma
Corythauma is een geslacht van wantsen uit de familie van de Tingidae (Netwantsen). Het geslacht werd voor het eerst wetenschappelijk beschreven door Drake & Poor in 1939.

## Soorten
Het genus bevat de volgende soorten:

- Corythauma ayyari (Drake, 1933)
- Corythauma gibbosa Livingstone & Jeyanthibai, 1994
- Corythauma varia Drake & Maa, 1953